# John Townshend St Aubyn (2e baron St Levan)
John Townshend St Aubyn (23 septembre 1857 - 10 novembre 1940) est un officier de l'armée britannique et un pair.

## Jeunesse
St Aubyn est né à Ball's park, Hertford en 1857, le fils aîné de John St Aubyn (1829-1908), un député libéral qui est élevé à la pairie en tant que baron St Levan en 1887. Son grand-père paternel Sir Edward St Aubyn (1799-1872) a été créé baronnet, de St Michael's Mount, Cornouailles, en 1866. La famille St Aubyn possède le château et la chapelle du Mount St Michel depuis environ 1650. Sa mère est Lady Elizabeth Clementina Townshend (1834-1910), fille de John Townshend (4e marquis Townshend) (1798-1863) et de son épouse Elizabeth Jane Crichton-Stuart (d. 1877) .
St Aubyn fait ses études au Collège d'Eton et au Trinity College de Cambridge .

## Carrière
Il est nommé sous-lieutenant dans les Grenadier Guards le 19 octobre 1878 et promu lieutenant le 1er juillet 1881. Il sert en Égypte et au Soudan pendant plusieurs années pendant la guerre mahdiste et est aide de camp du général Sir Redvers Buller lors de l'expédition Suakin en 1884, où il participe aux batailles d'El Teb (février 1884) et de Tamai (mars 1884), et pour lequel il est mentionné dans dépêches, reçoit la médaille avec fermoir, et l'étoile de bronze. Participant à l'Expédition du Nil de 1884 à 1886, il est aide de camp du major-général Earle en 1883-1885 et après sa mort du général Henry Brackenbury en 1885, et est présent à la bataille de Kirbekan (février 1885), pour laquelle il est à nouveau mentionné dans les dépêches .
Passé d'Afrique en Asie, il est aide de camp de Sir William Des Vœux, gouverneur de Hong Kong, de 1889 à 1890, et est promu capitaine le 1er juillet 1890 et breveté major le lendemain. Il est secrétaire militaire de Lord Stanley de Preston, gouverneur général du Canada, de 1892 à 1893, et reçoit le grade de major le 25 octobre 1895 ,.
Les 2e et 3e bataillons des Grenadier Guards envoient de grands contingents pour servir en Afrique du Sud pendant la seconde guerre des Boers (1899-1902). St Aubyn sert dans le 1er bataillon, et commande un détachement de ce bataillon envoyé en renfort du 3e bataillon en mars 1900 . Il est promu lieutenant-colonel et nommé à la tête du 3e bataillon des Grenadier Guards à partir du 6 juillet 1902, alors qu'il est encore en Afrique du Sud. Il est à la tête de plus de 1 100 officiers et hommes des régiments de gardes qui retournent au Royaume-Uni à bord du SS Lake Michigan en octobre 1902, après la fin de la guerre plus tôt cette année-là ,.
St Aubyn commande les Grenadier Guards de 1904 à 1908, période au cours de laquelle il est promu colonel en 1905, et prend sa retraite de l'armée régulière en 1908 après avoir hérité de la baronnie de son père. En 1913, il accepte le titre de colonel honoraire de la Cornwall Royal Garrison Artillery, une unité de la Force territoriale ,.
Après le déclenchement de la Première Guerre mondiale, il est brigadier-général temporaire d'octobre 1914 à septembre 1916, reçoit le grade honorifique de brigadier-général en janvier 1917 et sert dans le Corps expéditionnaire britannique en France en tant que lieutenant-général d'état-major de juillet 1917 à mars 1918 .
Il est nommé commandeur de l'Ordre royal de Victoria (CVO) en 1905 et compagnon de l'Ordre du Bain (CB) sur la liste des honneurs d'anniversaire de 1908. Il est également titulaire de la 2e classe de l'Ordre prussien de l'Aigle rouge.
St Aubyn est sous-directeur des Stannaries, juge de paix de Cornouailles et sous-lieutenant pour le comté du 24 août 1887 et un grand maître provincial des francs-maçons de Cornouailles de 1918 jusqu'à sa mort .
Il décède le 10 janvier 1940. Sa baronnie et le domaine de St. Michael's Mount passent à son neveu, Francis Cecil St Aubyn, fils de son frère Arthur James Dudley Stuart St Aubyn (1867-1897).

## Famille
St Aubyn épouse en 1892 Lady Edith Hilaria Edgcumbe (1862-1931), fille de William Edgcumbe (4e comte de Mount Edgcumbe). Après sa mort, il épouse en 1933 Julia Georgina Sarah Wombwell (d 1938), veuve du 2e comte de Dartrey et fille de Sir George Orby Wombwell, 4e baronnet . Il a deux filles par sa première femme:
- Marjory Katharine Elizabeth Alexandra St Aubyn (née en 1893) ; qui épouse en 1919 l'hon. John Holford Parker (1886-1955), fils d'Albert Parker (3e comte de Morley). Ils sont les parents de John Parker (6e comte de Morley)
- Hilaria Lily St. Aubyn (née en 1894)